# Cerapteroceroides similis
Cerapteroceroides similis är en stekelart som först beskrevs av Ishii 1925.  Cerapteroceroides similis ingår i släktet Cerapteroceroides och familjen sköldlussteklar. Inga underarter finns listade i Catalogue of Life.